# Rogues en Vogue
Rogues en Vogue trinaesti je studijski album njemačkog heavy metal-sastava Running Wild. Diskografska kuća GUN Records objavila ga je 21. veljače 2005.

## Popis pjesama
Tekstovi i glazba: Rock 'n' Rolf. 
| 1.    | »Draw the Line«         | 4:11  |
| 2.    | »Angel of Mercy«        | 4:44  |
| 3.    | »Skeleton Dance«        | 4:25  |
| 4.    | »Skull and Bones«       | 6:23  |
| 5.    | »Born Bad, Dying Worse« | 4:17  |
| 6.    | »Black Gold«            | 4:16  |
| 7.    | »Soul Vampires«         | 3:53  |
| 8.    | »Rogues en Vogue«       | 4:45  |
| 9.    | »Winged and Feathered«  | 5:14  |
| 10.   | »Dead Man's Road«       | 3:34  |
| 11.   | »The War«               | 10:38 |
| 56:20 |                         |       |

## Zasluge
Running Wild
- Rolf Kasparek – vokal, gitara, bas-gitara
- Peter Pichl – bas-gitara (na pjesmama 2., 4., 6., 9.)
- Matthias Liebetruth – bubnjevi

Ostalo osoblje
- Katharina Nowy – produkcija (dodatna)
- Niki Nowy – inženjer zvuka (vokali), miks (vokali)
- Rainer Holst – mastering
- Rudolf Wintzer – naslovnica